# 皮桑齊
47°56′55″N 36°11′19″E / 47.94861°N 36.18861°E
皮桑齊（烏克蘭語：Писанці），是烏克蘭的村落，位於該國中部第聶伯羅彼得羅夫斯克州，由波克羅夫西克區負責管轄，處於沃夫恰河左岸，距離博戈達里夫卡1公里，始建於1820年，面積236平方公里，海拔高度92米，2001年人口108。